# 차동 기어

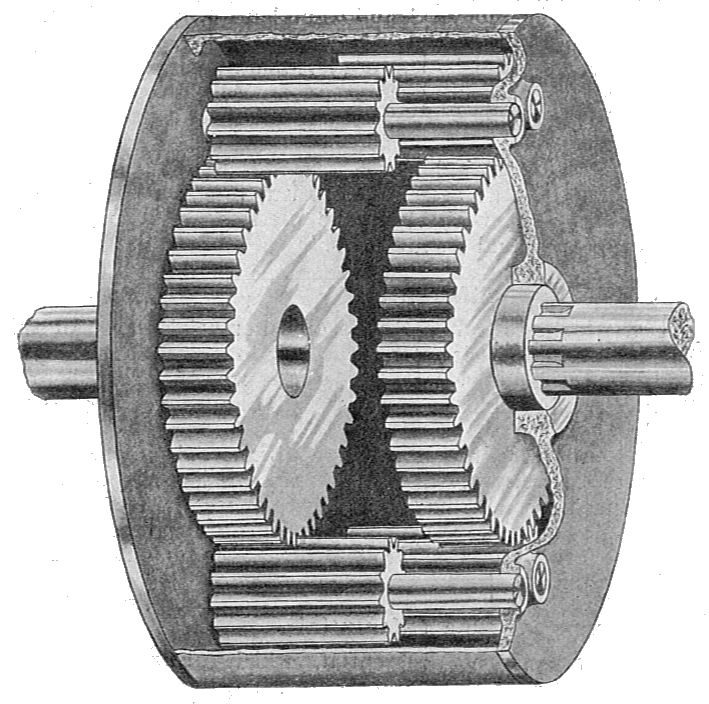

차동 기어(differential)는 한 기어가 다른 기어 주위를 돌며 동력을 전달하는 장치이다.
자동차가 커브를 돌면 내측(內側)에 있는 차륜과 외측 차륜은 그 달리는 거리가 각각 다르게 된다. 그러므로 좌우 차륜의 회전수에 차이가 생겨도 내측 차륜의 회전이 떨어진 만큼 외측 차륜의 회전수를 올리면 무리가 없이 커브를 돌 수가 있다. 이와 같은 동력전달장치로서 차동기어가 사용되고 있다.

## 같이 보기
- ABS
- 드리프트 주행
- 트랙션 컨트롤 시스템